# Józef Mamoń
Józef Tadeusz Mamoń (ur. 23 lutego 1922 w Krakowie, zm. 16 maja 1979 tamże) – polski piłkarz, reprezentant polski, olimpijczyk.

## Życiorys
Debiutował w reprezentacji Polski w spotkaniu rozegranym 8 maja 1949 z reprezentacją Rumunii w Bukareszcie (2:1), gdzie zdobył jedyną bramkę.
W 1952 wystąpił w obu rozegranych przez polską kadrę meczach na Igrzyskach Olimpijskich w Helsinkach.
W barwach Wisły dwukrotnie zdobył mistrzostwo Polski (w 1949 i w 1950).
Pochowany na Cmentarzu Podgórskim w Krakowie (kwatera IIIB-zach.-5).

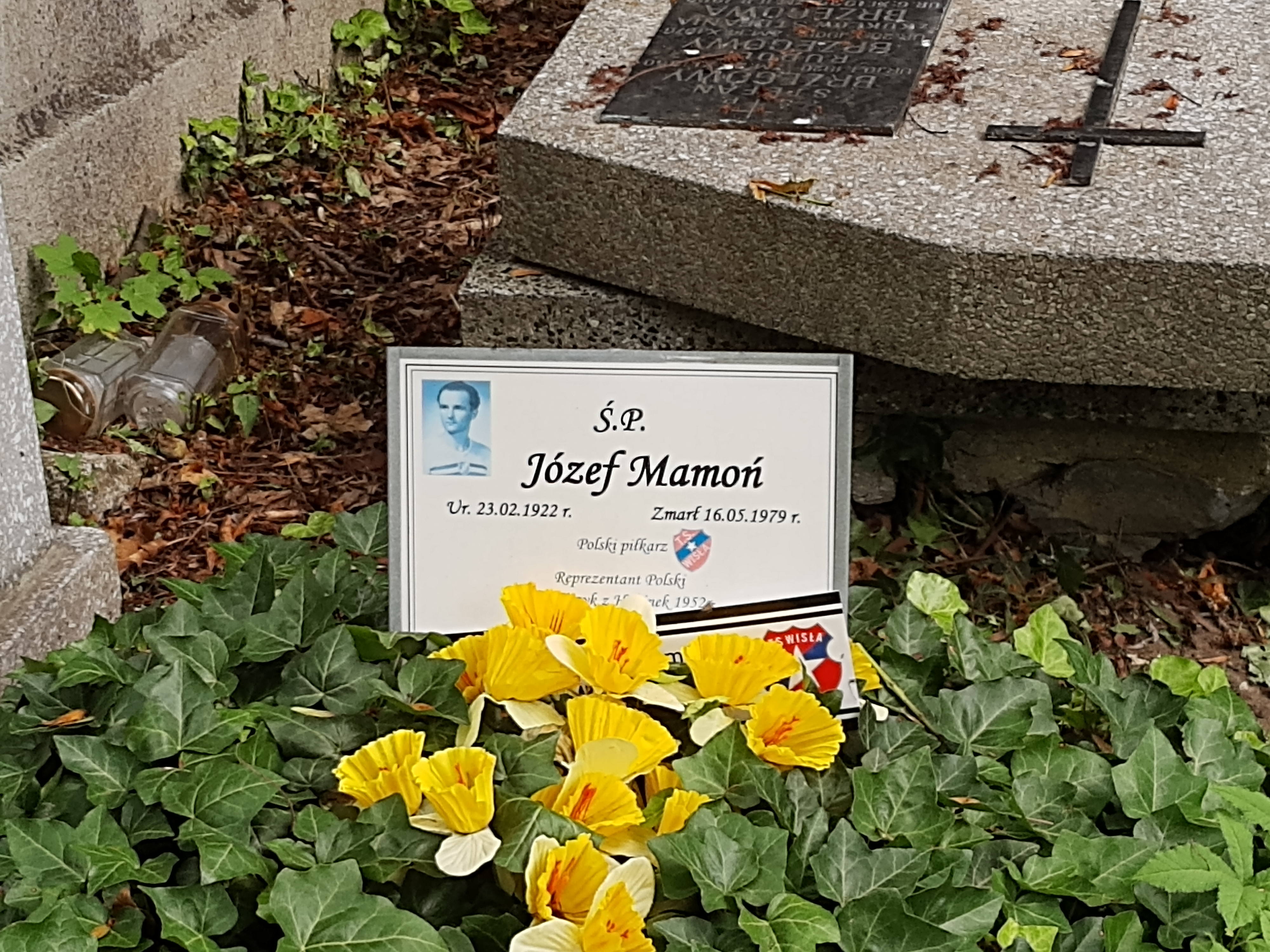
Grób Józefa Mamonia na Cmentarzu Podgórskim